# 1999 a sportban
1999 legfontosabb sporteseményei a következők voltak:

- május 22. – A Dunaferr SE megnyeri a kézilabda Bajnokok Ligáját a Krim ETA Ljubljana ellen. A dunaújvárosi lányok a legjobb 4 között a Hypo NÖ-t búcsúztatták hetesekkel. A finálé odavágóján Dunaújvárosban 6000 szurkoló előtt 25–23-ra nyert a Dunaferr, míg a visszavágón Ljubljanában 26–26-os döntetlen született, így 51–49-es összesítéssel a Dunaferré lett a BL-serleg. A Vasas 1985-ös sikere után másodízben ülhetett magyar csapat Európa (és a világ) trónjára. A Dunaferr az európai Szuperkupát is elhódította a norvég Baekkelagets Oslo ellenében.
- május – A PNB (magyar labdarúgó-bajnokság) győztese két év után ismét az MTK Hungária FC.
- május 20. – A DVSC a váci döntőben 2–1 re győz a Tatabánya ellen, története során először nyerve meg a Magyar Kupát.
- május 26. – A Manchester United drámai csatában, a hosszabbítás perceiben szerzett két góllal 2–1-re veri a Bayern Münchent a Bajnokok Ligája döntőjében, ezzel eléri az addig elképzelhetetlen triplázást, azaz egy éven belül megnyeri a Premier League-et, az FA-Kupát és a BL-t.
- július 31. – augusztus 28. – FIDE-sakkvilágbajnokság Las Vegasban, amelynek végén Alekszandr Halifman szerzi meg a FIDE-világbajnoki címet.
- augusztus 15–29. – Houstonban rendezik meg a 10. amatőr ökölvívó-világbajnokságot.
- augusztus 20–29. – IAAF Atlétikai Világbajnokság, Sevilla. Németh Zsolt ezüstérmet nyer kalapácsvetésben.
- október 31. – Mika Häkkinen a japán nagydíjon elért győzelmével sorozatban másodjára hódítja el a Formula–1-es világbajnoki trófeát.
- december 9–12. – Lisszabonban rendezik a rövid pályás úszó-Európa-bajnokságot.

## Születések

### Január
- január 1.
  - Urho Vaakanainen, U18-as és U20-as világbajnok finn jégkorongozó
  - Emmanuel Latte Lath, elefántcsontparti labdarúgó
- január 3. – Ryan Poehling, amerikai jégkorongozó
- január 4.
  - Ivan Csehovics, U17-es világbajnoki ezüstérmes és U18-as világbajnoki bronzérmes orosz jégkorongozó
  - Nico Hischier, svájci jégkorongozó
  - Daniuska Rodríguez, venezuelai válogatott labdarúgó
  - Zac Stubblety-Cook, olimpiai bajnok ausztrál úszó
  - Timothy Tillman, német korosztályos válogatott labdarúgó
  - Oier Zarraga, spanyol labdarúgó
- január 5. – Filip Ugrinic, svájci korosztályos válogatott labdarúgó
- január 6.
  - Kacper Stokowski, lengyel úszó
  - Jelena Igorevna Ragyionova, orosz műkorcsolyázó
- január 8. – Kamil Grabara, lengyel válogatott labdarúgó
- január 9.
  - Funsho Bamgboye, U17-es világbajnok nigériai labdarúgó
  - Maximiliano Romero, argentin labdarúgó
  - Paul Rothrock, amerikai labdarúgó
- január 11. – Joaquín Ardaiz, uruguayi korosztályos válogatott labdarúgó
- január 12. – Manu Morlanes, spanyol korosztályos válogatott labdarúgó
- január 14. – Malte Setkov, dán jégkorongozó
- január 15. – Martin Nečas, cseh jégkorongozó
- január 16. – Lirim Kastrati, jugoszláv születésű koszovói válogatott labdarúgó
- január 18.
  - Marvin Möller, német teniszező
  - Djorkaeff Reasco, ecuadori válogatott labdarúgó
  - Patrick Sutter, svájci labdarúgó
- január 20. – Oriol Busquets, U17-es Európa-bajnoki ezüstérmes spanyol labdarúgó
- január 23.
  - Malang Sarr, francia labdarúgó
  - Alban Lafont, francia labdarúgó
- január 24.
  - Dylan Samberg, U20-as világbajnoki ezüst- és bronzérmes amerikai jégkrongozó
  - Pape Gueye, szenegáli válogatott labdarúgó
- január 25. – Petar Pusic, svájci korosztályos válogatott labdarúgó
- január 26. – Leonardo Balerdi, argentin válogatott labdarúgó
- január 30. – Yassin Fortuné, francia korosztályos válogatott labdarúgó

### Február
- február 1.
  - Liam Burt, skót labdarúgó
  - Ferran Jutglà, spanyol labdarúgó
- február 2.
  - Lirim Kastrati, jugoszláv születésű koszovói válogatott labdarúgó
  - Martín Zubimendi, spanyol válogatott labdarúgó
- február 7.
  - Gianni Stensness, új-zélandi korosztályos válogatott és ausztrál válogatott labdarúgó
  - Mathieu Choinière, kanadai korosztályos válogatott labdarúgó
- február 8.
  - Omir Fernandez, amerikai labdarúgó
  - Tajon Buchanan, kanadai válogatott labdarúgó
- február 10.
  - Holló Balázs, junior világ- és Európa-bajnok magyar úszó, olimpikon
  - Herman Moussaki, kongói válogatott labdarúgó
  - Caleb Zady, elefántcsontparti labdarúgó
- február 11.
  - Ostap Safin, cseh jégkorongozó
  - Andrij Olekszijovics Lunyin, ukrán labdarúgó
- február 12. – Varga Ádám, magyar labdarúgó
- február 14.
  - Rosta Miklós, magyar válogatott kézilabdázó
  - Iván Martín, spanyol korosztályos válogatott labdarúgó
- február 15. – Esteury Ruiz, dominikai baseballjátékos
- február 16.
  - Ignatius Ganago, kameruni válogatott labdarúgó
  - Owen Tippett, kanadai jégkorongozó
- február 17.
  - Alex De Minaur, ausztrál hivatásos teniszező
  - Oscar Krusnell, svéd korosztályos válogatott labdarúgó
- február 19. – Senne Lynen, belga labdarúgó
- február 20. – Sarpreet Singh, indiai és új-zélandi kettős származású labdarúgó
- február 21. – Adem Asil, török tornász
- február 24.
  - Jhon Espinoza, ecuadori válogatott labdarúgó
  - Dawid Kurminowski, lengyel korosztályos válogatott labdarúgó
  - Danilo Al-Saed, svéd labdarúgó
- február 25.
  - Gaétan Bosiers, belga labdarúgó
  - Mark McKenzie, amerikai válogatott labdarúgó
  - Lassi Lehtinen, finn válogatott jégkorongozó
- február 26. – Miguel Navarro, venezuelai labdarúgó
- február 27. – Miguel Luís, portugál korosztályos válogatott labdarúgó
- február 28. – Hlogyik Petra, junior világbajnok magyar kézilabdázó

### Március
- március 1. – Petko Hrisztov, bolgár labdarúgó
- március 2.
  - Nyikita Dmitrijevics Mazepin, orosz autóversenyző, Formula–1-es pilóta
  - Nuno Santos, portugál korosztályos válogatott labdarúgó
  - Chumi, U17-es Európa-bajnoki ezüstérmes spanyol korosztályos válogatott labdarúgó
- március 3. – Alessio Zerbin, olasz válogatott labdarúgó
- március 4.
  - Giotto Morandi, svájci korosztályos válogatott labdarúgó
  - Dara O’Shea, ír válogatott labdarúgó
  - Mateusz Lewandowski, lengyel labdarúgó
- március 5. – Ryan Raposo, kanadai korosztályos válogatott labdarúgó
- március 8.
  - Ibrahima Diallo, francia labdarúgó
  - Sam Sanna, francia labdarúgó
  - Eero Teravainen, U18-as világbajnoki ezüstérmes finn jégkorongozó
- március 9.
  - Nagano Fúka, japán válogatott labdarúgó
  - Pontus Holmberg, svéd jégkorongozó
  - Javain Brown, jamaicai válogatott labdarúgó
- március 10. – Abdel Abqár, marokkói labdarúgó
- március 12.
  - José Cifuentes, ecuadori válogatott labdarúgó
  - Brandon Servania, amerikai válogatott labdarúgó
- március 13.
  - Maren Haile-Selassie, svájci korosztályos válogatott labdarúgó
  - Kristian Thorstvedt, norvég válogatott labdarúgó
- március 14. – Žan Celar, szlovén válogatott labdarúgó
- március 15.
  - Tóvizi Petra, junior világbajnok magyar kézilabdázó
  - Meritan Shabani, német korosztályos válogatott labdarúgó
- március 18.
  - Florian Baak, német labdarúgó
  - Diogo Dalot, U17-es Európa-bajnok portugál válogatott labdarúgó
- március 19.
  - Michał Feliks, lengyel korosztályos válogatott labdarúgó
  - Oliver Valaker Edvardsen, norvég korosztályos válogatott labdarúgó
- március 20. – Jan Sobociński, lengyel korosztályos válogatott labdarúgó
- március 21. – Markus Phillips, kanadai jégkorongozó
- március 22.
  - Iván Angulo, kolumbiai korosztályos válogatott labdarúgó
  - Matías Esquivel, argentin labdarúgó
  - Marcus Tavernier, angol labdarúgó
- március 25.
  - Santtu Kinnunen, finn jégkorongozó
  - Lakatos Dávid, junior világ- és Európa-bajnok magyar úszó
- március 28. – Aleksi Anttalainen, U18-as világbajnoki ezüstérmes finn jégkorongozó
- március 29. – Bartosz Slisz, lengyel válogatott labdarúgó
- március 31.
  - Jonas Røndbjerg, dán jégkorongozó
  - Edon Zhegrova, német születésű koszovói válogatott labdarúgó

### Április
- április 1. – Cody Glass, kanadai jégkorongozó
- április 2. – Pásztor Noémi, junior világbajnok magyar kézilabdázó
- április 3. – Gregoire Coudert, francia labdarúgó
- április 4.
  - Milan Corryn, belga korosztályos válogatott labdarúgó
  - Mattéo Guendouzi, világbajnoki ezüstérmes és UEFA Nemzetek Ligája-győztes francia válogatott labdarúgó
- április 7. – Élie Youan, francia labdarúgó
- április 8. – Sergio López, német születésű spanyol labdarúgó
- április 11. – Abdallah Ali Mohamed, Comore-szigeteki labdarúgó
- április 13. – Dan Added, francia teniszező
- április 14.
  - Joni Ikonen, U18-as világbajnoki ezüstérmes finn jégkorongozó
  - Matthew Wolff, amerikai profi golfozó
- április 16.
  - Sztaniszlav Ivanov, bolgár korosztályos válogatott labdarúgó
  - Hannes Wolf, osztrák labdarúgó
- április 17.
  - Michael Rasmussen, kanadai jégkorongozó
  - Mohammed Salisu, kameruni válogatott labdarúgó
  - Adam Walton, ausztrál teniszező
  - Filip Westerlund, svéd jégkorongozó
- április 18.
  - Ben Brereton, angol labdarúgó
  - Tobias Børkeeiet, norvég korosztályos válogatott labdarúgó
- április 19.
  - Matteo Guendouzi, francia válogatott labdarúgó
  - Sofiane Djeffal, francia labdarúgó
- április 20.
  - Andreas Sargent Larsen, dán műugró
  - Fabio Quartararo, MotoGP-világbajnok olasz motorversenyző
- április 21.
  - Klujber Katrin, junior világbajnok magyar kézilabdázó
  - Alexander Alvarado, ecuadori válogatott labdarúgó
- április 22. – Cucho Hernández, kolumbiai válogatott labdarúgó
- április 23. – Fodor Csenge, junior világbajnok magyar kézilabdázó
- április 24. – Dárdai Palkó, magyar származású német labdarúgó
- április 25. – Azzeddine Toufiqui, francia labdarúgó
- április 27. – Joel Asoro, svéd labdarúgó
- április 28. – Valdimar Þór Ingimundarson, izlandi válogatott labdarúgó
- április 29. – Gabriel Gudmundsson, svéd válogatott labdarúgó
- április 30.
  - Timothy Liljegren, U18-as és U20-as világbajnoki ezüstérmes, Calder-kupa-győztes svéd jégkorongozó
  - Tomás Ribeiro, portugál labdarúgó

### Május
- május 1. – Imran Lúza, francia születésű marokkói válogatott labdarúgó
- május 3. – Santiago Sosa, argentin labdarúgó
- május 4. – Sead Hakšabanović, montenegrói válogatott labdarúgó
- május 5.
  - Justin Kluivert, holland labdarúgó
  - Billy Monger, brit autóversenyző
  - Josh Norris, amerikai jégkorongozó
  - Hara Taicsi, japán labdarúgó
  - Hugo Vandermersch, francia labdarúgó
- május 6.
  - Patricio O’Ward, ír származású mexikói autóversenyző, IndyCar-pilóta
  - Ásraf Dárí, marokkói válogatott labdarúgó
- május 9. – Caroline Siems, U17-es Európa-bajnok német válogatott női labdarúgó
- május 10. – Sebastian Szymański, lengyel válogatott labdarúgó
- május 11. – Christian Borchgrevink, norvég labdarúgó
- május 14. – Miguel Porteous új-zélandi síakrobata, olimpikon
- május 15. – Guzi Blanka, Európa-bajnok magyar öttusázó
- május 17.
  - Sam Rogers, U20-as CONCACAF-bajnok amerikai válogatott labdarúgó
  - Renat Dadashov, német születésű azeri válogatott labdarúgó
- május 18. – Kundrák Norbert, magyar labdarúgó
- május 19. – Andrea Pinamonti, olasz labdarúgó
- május 20. – Julian Faye Lund, norvég korosztályos labdarúgó
- május 21.
  - Tyler Freeman, amerikai baseballjátékos
  - Denis Genreau, ausztrál válogatott labdarúgó
- május 22. – Josh Tymon, angol labdarúgó
- május 24. – Kacper Chodyna, lengyel korosztályos válogatott labdarúgó
- május 25.
  - Ibrahima Konaté, francia labdarúgó
  - Terem Moffi, nigériai válogatott labdarúgó
- május 26. – Antoine Bernède, francia labdarúgó
- május 28.
  - Kreshnik Hajrizi, svájci születésű koszovói korosztályos válogatott labdarúgó
  - Facundo Medina, argentin válogatott labdarúgó
  - Preston Judd, amerikai labdarúgó
- május 29. – Ismael Aaneba, francia labdarúgó
- május 31. – Sam Vines, amerikai válogatott labdarúgó

### Június
- június 1.
  - Kristian Vesalainen, U18-as világbajnok finn jégkorongozó
  - Emil Bemström, svéd jégkorongozó
- július 2.
  - Federico Girotti, argentin labdarúgó
  - Viktor Lodin, svéd jégkorongozó
  - Robert Thomas, kanadai jégkorongozó
- június 4.
  - Nick Abruzzese, amerikai jégkorongozó
  - Domen Prevc, világbajnok szlovén síugró
  - Valtteri Puustinen, U20-as világbajnok finn jégkorongozó
- június 8. – Dan Ticktum, brit autóversenyző
- június 9. – Nathan Fogaça, brazil labdarúgó
- június 11.
  - Kai Havertz, UEFA-bajnokok ligája-, UEFA-szuperkupa- és FIFA-klubvilágbajnokság-győztes német válogatott labdarúgó
  - Janina Minge, U17-es Európa-bajnok német női labdarúgó
  - Suba Sára, junior világbajnok magyar válogatott kézilabdázó
- június 13.
  - Maddi Wesche, Óceánia-bajnok új-zélandi atlétanő, súlylökő, olimpikon
  - Nathaniel Atkinson, ausztrál válogatott labdarúgó
- június 14. – Tassi Attila, magyar autóversenyző
- június 15. – Jakub Galvas, cseh válogatott jégkorongozó
- június 16. – Ibrahima Kone, mali válogatott labdarúgó
- június 17.
  - Henri Jokiharju, U18-as, U20-as és felnőtt világbajnok finn jégkorongozó
  - Jelena Andrejevna Ribakina, orosz születésű, Kazahsztán színeiben versenyző hivatásos teniszezőnő
  - Ulrik Fredriksen, norvég korosztályos válogatott labdarúgó
- június 19. – Vinícius Souza, Copa Libertadores és Recopa Sudamericana bajnok brazil labdarúgó
- június 20. – Bácskai Sára, világ- és Európa-bajnoki ezüstérmes magyar gyorskorcsolyázó, olimpikon
- június 22. – Andi Zeqiri, svájci válogatott labdarúgó
- június 23. – David Farrance, amerikai jégkorongozó
- június 24. – Bojan Miovszki, macedón válogatott labdarúgó
- június 25.
  - Pjotr Anatoljevics Kocsetkov, orosz jégkorongozó
  - Brian Ocampo, uruguayi válogatott labdarúgó
- június 26. – Isaiah Jones, angol labdarúgó
- június 30. – Szuszaki Jui, olimpiai, junior-, U23-as és felnőtt világbajnok, Ázsia-bajnok japán szabadfogású női birkózó

### Július
- július 1.
  - Pierre-Olivier Joseph, kanadai jégkorongozó
  - Kiss Bence, magyar labdarúgó
- július 2.
  - Giovani Bamba, svájci labdarúgó
  - Hicham Mahou, francia korosztályos válogatott labdarúgó
- július 3. – Wojtek Stachowiak, német jégkorongozó
- július 4. – Gledura Benjámin, sakkozó, nemzetközi mester
- július 5.
  - Eetu Anttila, finn jégkorongozó
  - Martyin Vlagyimirovics Maljutyin, világbajnoki ezüstérmes orosz úszó
  - Daniel Vivian, spanyol labdarúgó
- július 6. – Lakatos Rita, szlovákiai születésű magyar junior világbajnok kézilabdázó
- július 9. – Vahan Bichakhchyan, örmény válogatott labdarúgó
- július 10.
  - Pontus Almqvist, svéd korosztályos válogatott labdarúgó
  - Kévin Cabral, francia labdarúgó
- július 12.
  - Diego Palacios, ecuadori válogatott labdarúgó
  - Tyce Thompson, amerikai jégkorongozó
- július 14. – MacKenzie Entwistle, kanadai jégkorongozó
- július 15. – Tommaso Pobega, olasz válogatott labdarúgó
- július 16.
  - Evens Joseph, francia labdarúgó
  - Santiago Rodríguez Taverna, argentin teniszező
- július 17.
  - Mileta Rajovic, dán labdarúgó
  - Timo Stavitski, finn labdarúgó
- július 18.
  - Tomas Martin Etcheverry, argentin teniszező
  - Miro Heiskanen, U18-as világbajnok finn jégkorongozó
- július 19.
  - David Carmo, portugál labdarúgó
  - Tomasz Makowski, lengyel korosztályos válogatott labdarúgó
- július 20. – Simon Becher, amerikai labdarúgó
- július 22. – Paul Nouga, francia labdarúgó
- július 26. – Birk Irving ifjúsági olimpiai bajnok amerikai síakrobata
- július 27. – Derry John Murkin, angol labdarúgó
- július 28.
  - Sacha Fenestraz, francia-argentin autóversenyző
  - Fabian Nürnberger, német labdarúgó

### Augusztus
- augusztus 3. – Brahim Díaz, spanyol labdarúgó
- augusztus 4. – Saku Ylätupa, finn válogatott labdarúgó
- augusztus 5.
  - Joël Monteiro, svájci születésű portugál labdarúgó
  - Jordy Alcívar, ecuadori válogatott labdarúgó
- augusztus 6. – Borja Garcés, spanyol labdarúgó
- augusztus 10. – Nick Suzuki, kanadai jégkorongozó
- augusztus 11.
  - Okunuki Kandzsi, japán labdarúgó
  - Pascal Struijk, holland labdarúgó
- augusztus 12. – Matthijs de Ligt, holland válogatott labdarúgó
- augusztus 13. – Abdelrahman Saidi, svéd korosztályos válogatott labdarúgó
- augusztus 14. – Fran García, spanyol korosztályos válogatott labdarúgó
- augusztus 16. – Gabriel Vilardi, kanadai jégkorongozó
- augusztus 17. – Tyrell Malacia, holland válogatott labdarúgó
- augusztus 18. – Lucas Elvenes, svéd jégkorongozó
- augusztus 19. – Yaw Paintsil, norvég labdarúgó
- augusztus 21. – Kacper Kostorz, lengyel korosztályos válogatott labdarúgó
- augusztus 22. – Adrian Łyszczarz, lengyel korosztályos válogatott labdarúgó
- augusztus 23. – Brayden Pachal, kanadai jégkorongozó
- augusztus 25. – Fabian Zetterlund, svéd jégkorongozó
- augusztus 27. – Mile Svilar, belga labdarúgó
- augusztus 28. – Alekszandr Romanovics Galljamov, orosz műkorcsolyázó
- augusztus 29. – Giorgi Csakvetadze, grúz válogatott labdarúgó
- augusztus 30. – Álex Centelles, spanyol korosztályos válogatott labdarúgó
- augusztus 31.
  - Anthony Marcucci, amerikai labdarúgó
  - Adrian Pereira, norvég korosztályos válogatott labdarúgó

### Szeptember
- szeptember 2.
  - Erik Brännström, svéd jégkorongozó
  - Calle Sjalin, svéd válogatott jégkorongozó
- szeptember 3. – Miguel de la Fuente, spanyol labdarúgó
- szeptember 5. – Filip Chytil, cseh jégkorongozó
- szeptember 8. – Andrés Reyes, kolumbiai korosztályos válogatott labdarúgó
- szeptember 9. – Kristoffer Velde, norvég válogatott labdarúgó
- szeptember 12.
  - Jaret Anderson-Dolan, kanadai jégkorongozó
  - Lauri Pajuniemi, finn jégkorongozó
- szeptember 13.
  - Alex Formenton, kanadai jégkorongozó
  - Alexandre Texier, francia jégkorongozó
  - Monchu, spanyol labdarúgó
- szeptember 16. – Brady Tkachuk, U18-as világbajnok amerikai jégkorongozó
- szeptember 17.
  - Luther Archimède, guadeloupei válogatott labdarúgó
  - William Agada, nigériai labdarúgó
- szeptember 20. – Giuliano Alesi, francia autóversenyző
- szeptember 21.
  - Henry Davis, amerikai baseballjátékos
  - Alexander Isak, eritreai származású svéd válogatott labdarúgó
- szeptember 22. – José Juan Macías, mexikói labdarúgó
- szeptember 25. – Uran Bislimi, svájci válogatott labdarúgó
- szeptember 27.
  - Elif Elmasz, török származású macedón válogatott labdarúgó
  - Liam Millar, kanadai válogatott labdarúgó
- szeptember 29. – Dzsolaman Sarsenbekov, világ- és Ázsia-bajnoki ezüstérmes kirgiz kötöttfogású birkózó
- szeptember 30. – Sam Bachman, amerikai baseballjátékos

### Október
- október 2. – Martin Kaut, cseh jégkorongozó
- október 3.
  - Tarania Clarke, jamaikai válogatott labdarúgó († 2019)
  - Jack LeVant, világbajnoki bronzérmes amerikai úszó
  - Márton Gréta, junior világbajnok magyar kézilabdázó
  - Jesse Ylönen, U18-as világbajnoki ezüstérmes és U20-as világbajnok finn jégkorongozó
- október 4.
  - Marcin Bułka, lengyel labdarúgó
  - Moussa Djitté, szengáli labdarúgó
- október 7. – Lindrit Kamberi, svájci labdarúgó
- október 11.
  - Binó Boglárka, junior világbajnok magyar válogatott kézilabdázó
  - Marc Del Gaizo, amerikai jégkorongozó
- október 13.
  - Barta Márton, magyar úszó
  - Piros Zsombor, magyar teniszező
  - Jesper Isaksen, norvég labdarúgó
- október 14.
  - Quinn Hughes, U18-as világbajnok, U20-as világbajnoki ezüstérmes és felnőtt világbajnoki bronzérmes amerikai válogatott jégkorongozó
  - Isak Amundsen, norvég labdarúgó
- október 15.
  - Nathan Bishop, angol labdarúgó
  - Alexei Sancov, moldáv úszó
- október 20.
  - Evan Bouchard, kanadai jégkorongozó
  - Samuel Ersson, svéd jégkorongozó
  - Filip Král, cseh jégkorongozó
- október 21. – Matteo Gabbia, olasz labdarúgó
- október 22. – Albert Sambi Lokonga, belga válogatott labdarúgó
- október 23. – Marquinhos, brazil labdarúgó
- október 27. – Sullivan Péan, francia labdarúgó
- október 31. – Ismajl Beka, koszovói korosztályos válogatott labdarúgó

### November
- november 2. – Lilian Brassier, francia labdarúgó
- november 4.
  - Jay O’Brien, amerikai jégkorongozó
  - Marokhy Ndione, szenegáli születésű svéd korosztályos válogatott labdarúgó
- november 5. – Connor Metcalfe, ausztrál válogatott labdarúgó
- november 7. – Arijanet Murić, svájci származású koszovói labdarúgó
- november 10.
  - Hugo Duro, spanyol labdarúgó
  - Jakub Škarek, cseh jégkorongozó
- november 12. – Dévai Boglárka, Európa-bajnoki bronzérmes magyar tornász
- november 13. – Lando Norris, brit autóversenyző, Formula–1-es pilóta
- november 15. – Alekszandr Alekszejev, U20-as világbajnoki bronzérmes orosz jégkorongozó
- november 16. – Philip Quinton, amerikai labdarúgó
- november 19. – Németh Nándor, junior világ- és Európa-bajnok, váltóban világbajnoki bronzérmes magyar úszó
- november 20. – Johan Södergran, svéd jégkorongozó
- november 21. – Mijazava Hinata, japán válogatott labdarúgó
- november 22.
  - Bolla Bendegúz, magyar bajnok magyar válogatott labdarúgó
  - Kumar Rocker, amerikai baseballjátékos
  - Matthew Smith, angol születésű walesi válogatott labdarúgó
- november 23. – Boubacar Kamara, francia válogatott labdarúgó
- november 26. – Jacob Shaffelburg, kanadai válogatott labdarúgó
- november 27. – Filip Zadina, cseh jégkorongozó
- november 28.
  - Sékou Koïta, mali válogatott labdarúgó
  - Owen Wijndal, U17-es Európa-bajnoki bronzérmes holland válogatott labdarúgó
  - Leo Skiri Østigård, norvég válogatott labdarúgó

### December
- december 3.
  - Noah Fadiga, szenegáli labdarúgó
  - Brandon Fleming, angol labdarúgó
- december 6. – Brynjar Ingi Bjarnason, izlandi válogatott labdarúgó
- december 7. – Isaac Schmidt, svájci korosztályos válogatott labdarúgó
- december 8. – Reece James, U19-es Európa-bajnok, UEFA-bajnokok ligája-győztes angol válogatott labdarúgó
- december 10. – Célio Pompeu, brazil labdarúgó
- december 13. – Adrian Gryszkiewicz, lengyel korosztályos válogatott labdarúgó
- december 16. – Lautaro Morales argentin labdarúgó
- december 17. – Paxton Pomykal, amerikai válogatott labdarúgó
- december 18. – Jacob Castro, amerikai labdarúgó
- december 23.
  - Vitalij Jurijevics Kravcov, orosz jégkorongozó
  - Samuel Lino, brazil labdarúgó
- december 25. – Simen Bolkan Nordli, norvég korosztályos válogatott labdarúgó
- december 29. – Andreas Skov Olsen, dán válogatott labdarúgó

## Halálozások
- ? – Eliseo Álvarez, uruguayi válogatott labdarúgó (* 1940)
- január 7. – Tichy Lajos, Európa-bajnoki bronzérmes magyar válogatott labdarúgó (* 1935)
- január 29. – Willy Bandholz, olimpiai bajnok német kézilabdázó (* 1912)
- február 1. – Kárpáti Rudolf, olimpiai és világbajnok magyar bajnok vívó (* 1920)
- február 3. – Schirilla György, magyar hosszútávú futó, úszó (* 1939)
- február 6. – Jurij Vasziljevics Isztomin, olimpiai bronzérmes és Európa-bajnoki ezüstérmes szovjet válogatott ukrán labdarúgó (* 1944)
- február 25. – Berczik Sára, a ritmikus gimnasztika hazai megteremtője (* 1906)
- március 6. – Parti János, olimpiai, világ- és Európa-bajnok magyar kenus, edző (* 1932)
- március 15. – Sasváriné Paulik Ilona, paralimpiai bajnok, világbajnoki ezüstérmes, Európa-bajnok magyar para-asztaliteniszező (* 1954)
- március 19. – Joseph DePietro, olimpiai, világ- és pánamerikai játékok bajnok amerikai súlyemelő (* 1914)
- március 29. – Zsengellér Gyula, világbajnoki ezüstérmes magyar válogatott labdarúgó (* 1915)
- július 9. – Terták Elemér, világ- és Európa-bajnoki bronzérmes magyar műkorcsolyázó (* 1918)
- július 26. – Bay Béla, magyar vívó, edző (* 1907)
- augusztus 14. – Pee Wee Reese, World Series bajnok amerikai baseballjátékos, National Baseball Hall of Fame and Museum tag (* 1918)
- szeptember 6. – Mendelényi Tamás, olimpiai és világbajnok magyar kardvívó (* 1936)
- szeptember 14. – Jéhan de Buhan, olimpiai és világbajnok francia tőr- és párbajtőrvívó (* 1912)
- november 8. – Leon Štukelj, olimpiai és világbajnok jugoszláv-szlovén tornász (* 1898)
- november 25. – Jesse Renick, olimpiai bajnok amerikai kosárlabdázó (* 1917)
- december 9. – Whitey Kurowski, World Series bajnok amerikai baseballjátékos (* 1918)
- december 15. – Georges Aeby, svájci válogatott labdarúgó (* 1913)